# Боже дитя (фільм)
«Боже дитя» (англ. Child of God) — американська кримінальна драма 2013 року, написана у співавторстві з режисером Джеймсом Франко та із Скоттом Гейзом у головній ролі, заснована на однойменному романі Кормака Маккарті. Фільм відібрали для показу в офіційному конкурсі на 70-му Венеціанському міжнародному кінофестивалі та відібрано до офіційної програми Міжнародного кінофестивалю в Торонто 2013 року. Прем'єра фільму в США відбулася на 51-му Нью-Йоркському кінофестивалі, а потім фільм показали на кінофестивалі в Остіні.

## Сюжет
Події фільму «Боже дитя» розгортаються в гірському окрузі Севієр, штат Теннессі, у 1950-х роках, і розповідає історію Лестера Балларда. Баллард — безправний, жорстокий чоловік, якого оповідач називає «Божим дитям, можливо, таким же, як і ви». Життя Балларда — це невдала спроба існувати поза соціальним порядком. Послідовно позбавлений батьків і домівки, з небагатьма іншими зв'язками, Баллард опускається в прямому і переносному сенсі до рівня печерного жителя, дедалі глибше занурюючись у божевілля, злочинність і деградацію.
Фільм відрізняється від роману фіналом. Наприкінці роману Баллард помирає у психіатричній лікарні, тоді як у фільмі він тікає від натовпу лінчувальників через тунелі і йде полями Теннессі.

## Акторський склад
- Скотт Гейз — Лестер Баллард
- Тім Блейк Нельсон — шериф Фейт
- Джеймс Франко — Джеррі
- Джим Паррак — заступник Коттона
- Феллон Гудсон — дівчина
- Вінс Жоліветт — Ернест
- Браян Леллі — Джон Грір
- Бойд Сміт — містер Фокс

## Виробництво
14 вересня Джеймс Франко оголосив на Міжнародному кінофестивалі в Торонто 2011 року, що він зніме екранізацію третього роману Кормака Маккарті «Боже дитя».
У січні 2012 року було оголошено, що Скотт Гейз підписав контракт на роль Лестера Балларда, головного героя фільму. Також було оголошено, що Тім Блейк Нельсон і Джим Паррак підписали контракт на роль шерифа Фейта і заступника Коттона. Виробництво фільму почалося 31 січня 2012 року в Західній Вірджинії.

## Відгуки
«Боже дитя» має рейтинг схвалення 42 % на веб-сайті агрегатора оглядів Rotten Tomatoes на основі 50 відгуків і середню оцінку 4,9/10. Критичний консенсус веб-сайту стверджує: «Очевидно благоговійна адаптація, яка не вміє обґрунтовувати вихідний матеріал, який було перетворено на фільм, „Боже дитя“ вважає режисера Джеймса Франко кращим за роман Кормака Маккарті». Metacritic присвоїв фільму середню оцінку 50 зі 100 на основі 17 рецензій критиків, вказавши «змішані або середні відгуки».